# Syllabus Errorum
Syllabus Errorum (z łac. spis błędów) – dokument wydany przez papieża Piusa IX w 1864 roku jako dodatek do encykliki Quanta cura.
W dokumencie tym zostały potępione między innymi idee wolności religijnej oraz rozdziału państwa od Kościoła. Potępiono także socjalizm, tajne stowarzyszenia, towarzystwa biblijne i liberalne towarzystwa duchownych.
W ogłoszonym 8 grudnia 1864 Syllabusie papież mówił o głównych błędach nowoczesnego świata. Syllabus potępił relatywizm – zarówno w wymiarze moralnym, jak i kulturowym. Innymi ideologiami wymienionymi w Syllabusie jako błędne były: socjalizm, jak również indywidualistyczny liberalizm. Papież potępił także zasadę neutralności religijnej państw, uznając ją za przyczynek do ich laicyzacji. Dokument był też krytyczny wobec: sekularyzmu, materializmu, demokracji i wolności słowa. Papież uważał bowiem że jest to burzenie porządku ustanowionego przez Boga.
Syllabus wraz z encykliką Quanta cura wydany został po raz pierwszy w języku polskim w latach dziewięćdziesiątych XX wieku.